# Vanessa gonerilla
Espèce
Le Kahukura (Vanessa gonerilla) est une espèce de lépidoptères de la famille des Nymphalidae, endémique de Nouvelle-Zélande.

## Dénomination
Le nom de Vanessa gonerilla lui a été donné par Johan Christian Fabricius en 1775.
Synonymes : Papilio gonerilla Fabricius, 1775 ; Pyrameis gonarilla ; Bassaris gonerilla.

### Sous-espèces
- Vanessa gonerilla gonerilla (Fabricius, 1775) des îles principales néo-zélandaises.
- Vanessa gonerilla ida (Alfken, 1899) de l'île Chatham.

### Nom vernaculaire
Le Kahukura se nomme en anglais New Zealand Red Admiral.

## Description
C'est un moyen à grand papillon noir marqué d'une large bande rouge aux ailes antérieures et aux ailes postérieures. L'apex des antérieures est tacheté de blanc, et la bande rouge des postérieures est marquée d'une ligne de gros ocelles noir centrés de bleu pâle.
Le revers des antérieurs, barré de rouge porte un gros ocelle bien visible alors que les postérieures sont marron terne.

### Chenille
La chenille est de couleur marron vert foncé à noir avec de petits points blancs et elle est poilue.

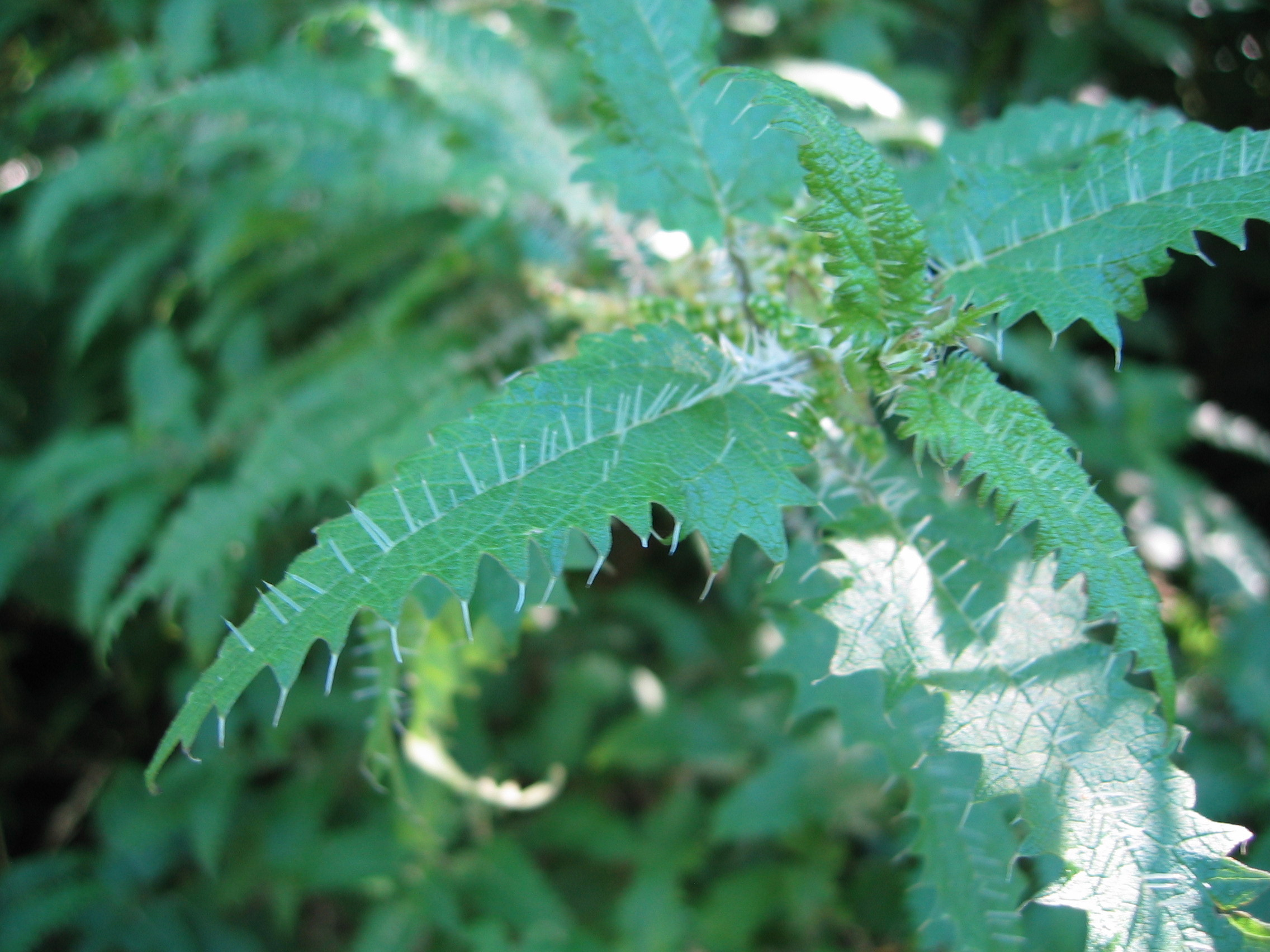
Ongaonga, la plante hôte.
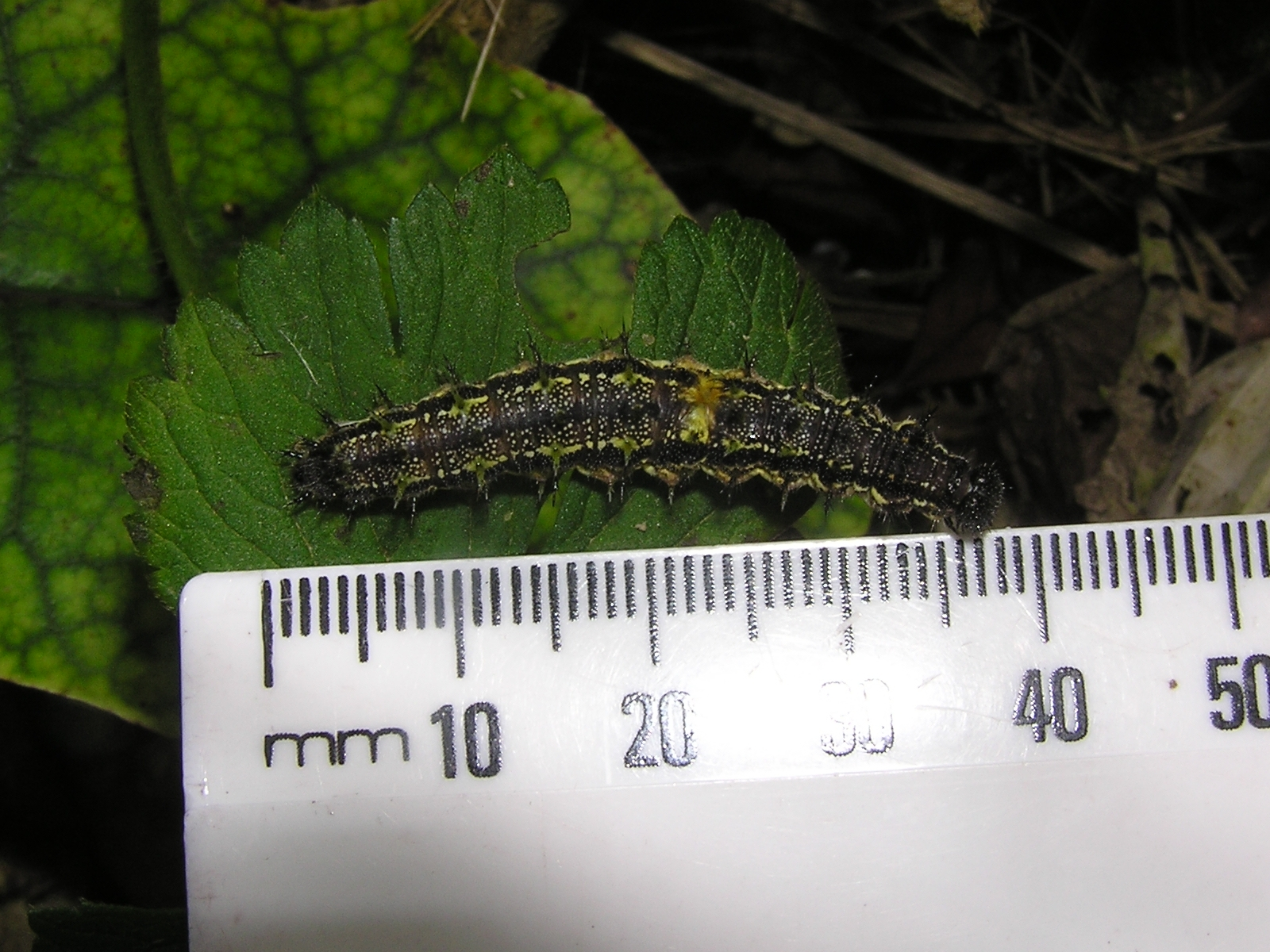
Chenille.
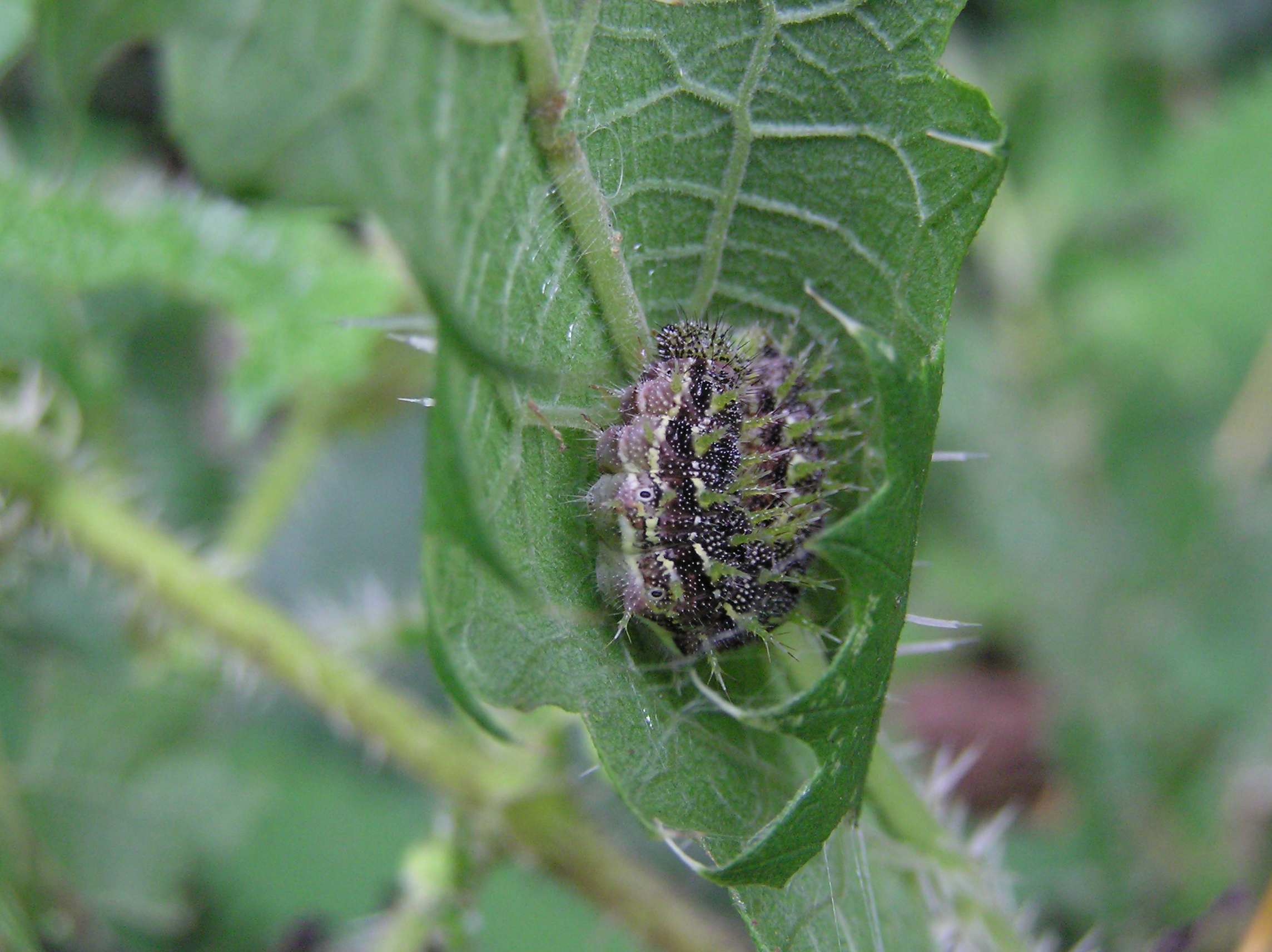
Chenille enroulée.

## Biologie
L'imago vole longtemps et presque toute l'année (excepté de mi-octobre à mi-novembre).

### Plantes hôtes
La plante hôte de sa chenille est l'ongaonga, (Urtica ferox), espèce d'ortie endémique, mais il accepte d'autres Urtica.

## Écologie et distribution
Vanessa gonerilla est présente uniquement en Nouvelle-Zélande.

### Biotope
Papillon des forêts il est présent  en montagne comme dans les jardins.

### Période de vol et hivernation
Il hiverne à l'état d'imago (papillon adulte).

### Protection
Pas de statut de protection particulier.